# ال اسکوندیدو
ال اسکوندیدو (به اسپانیایی: Volcán El Escondido) یک آتشفشان در کلمبیا است که در سامانا (کالداس) واقع شده‌است. ال اسکوندیدو ۱٬۷۰۰ متر بالاتر از سطح دریا واقع شده‌است.